# Перша французька республіка

Французька республіка в 1801, розмежування департаментів

Перша французька республіка (фр. Première République), в історіографії також відома як Революційна Франція, офіційно Французька Республіка (фр. République française) — період французької історії з 1792 по 1804. Республіку було проголошено 21 вересня 1792 року під час Французької революції; того дня формально було зміщено Людовика XVI. Офіційно республіка проіснувала до утворення 1804 року Першої французької імперії чинним першим консулом Наполеоном Бонапартом, що проголосив себе імператором, хоча де-факто Республіка перестала існувати після перевороту 18 брюмера, здійсненого тим же Бонапартом. Після цього було встановлено консулат (1799—1804).

## Історія

### Постанова про скасування монархії у Франції
«Постанова Національного конвенту від 21 вересня 1792
а) Національний конвент постановляє:
1. Не повинно існувати іншої конституції, окрім тієї, яка буде прийнята народом.
2. Особистість і власність перебувають під охороною французького народу.

б) Національний конвент оголошує, що нескасовані закони тимчасово залишаються в силі, і особи, які не усунуті від посад, залишаються при виконанні своїх обов'язків. Національний конвент оголошує, що податки, які існують зараз, будуть стягуватися як і раніше. Національний конвент постановляє, що монархія у Франції скасовується.»

### Національний конвент

#### Перед проголошенням республіки
Війна Франції проти реакційних монархій Пруссії та Австрії затягувалась і французька армія на початку війни не мала значного успіху. Антимонархічні заклики все частіше було чутно на вулицях Парижа.
25 липня прусська армія видала документ, що свідчив, що у разі нових загроз життю короля, Париж буде знищено. Коли про цей документ, відомий під назвою Брунсвікського маніфесту (інша назва — маніфест герцога Брауншгвейського), дізналися паризькі революціонери, вони увірвалися до Асамблеї з вимогою повалення Людовика XVI, проте Асамблея відмовилася. На світанку 10 серпня повсталі зібралися перед Тюїльрі і вдерлися до палацу. Охорона зі швейцарської гвардії полягла на місці, загинуло також чимало нападників. Король із родиною звернулися за допомогою до Законодавчих зборів, але ті відвернулися від них і призупинили повноваження короля. Таким чином була порушена вереснева конституція 1791-го року, яка вимагала для зміни форми правління скликання народного зібрання через всенародні вибори.
Політична криза затягувалась. Поки депутати у Асамблеї сварилися за дрібних формальностей, на східних кордонах Франції йшли бойові дії. Народ у всьому звинувачували внутрішніх ворогів. Між 2-им і 6-им вересня 1792 року розпочалася вереснева різанина — вбивства священиків-відмовників, запідозрених у контрреволюційній діяльності, і правопорушників у в'язницях Парижа. Убивства тривали багато днів поспіль, а влада й адміністрація не наважувалися втрутитися. Депутати не виступали з осудом ще багато місяців. На думку багатьох, ці вересневі вбивства були поворотним кроком революції.
Невдовзі повинні були відбутись вибори у недавно створений Конвент. Передвиборчі агітації та урочистості відбувались у критичні часи, що вилилося у явку на виборах. Із 7 мільйонів виборців за оцінками 90 % не голосували. Вибір делегатів таким чином став справою меншості. Як і в 1789, вибори проходили за дворівневою системою, щоб обмежити доступ широких народних мас. Майже всі обранці представляли буржуазію. Третина були правниками. Попри таку однорідність у Конвенті утворились політичні коаліції, такі як провінційні й ліберальні жирондисти, радикальні монтаньяри, центристи (так зване «болото») та ін.
20 вересня 1792 року настав перелом у війні — відбулась битва при Вальмі. Австрійці та прусаки були більше зайняті польськими подіями, а отже, їхня армія була послаблена, а французька, навпаки, зміцнилась завдяки політичним та соціальним поліпшенням. Французькі війська захопили частину Нідерландів. На сході армія генерала Кюстіна захопила лівий берег Рейну. Захоплена також Савоя й графство Ніцца. Усюди французи розповсюджували революційні ідеї, але водночас стверджували, що Рейн є природним кордоном Франції зі сходу та з півночі.

#### Проголошення республіки
21 вересня 1792 року відбулось перше засідання Національного Конвенту, що ознаменувало собою проголошення республіки. Тимчасово воно взяло на себе як законодавчі, так і виконавчі функції. Зібрання вирішило скасувати монархію.

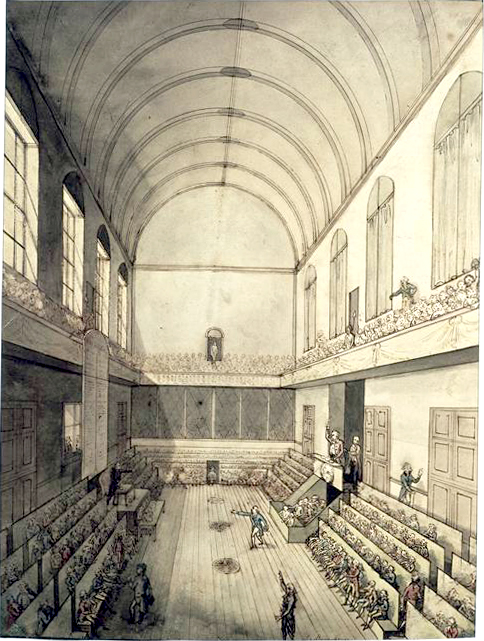
Зала манежу палацу Тюїльрі, в якій Конвент засідав до 9 травня 1793 року

Весь період правління Національного конвенту — це ряд суперечок між депутатами у лавах самої Асамблеї. Спочатку тон в усьому задавали жирондисти на чолі з Бріссо, Верньйо, Петьйоном та іншими. Вони намагалися вести помірковану політику, саме вони були проти страти короля. Але інші депутати, навпаки, активно виступали за страту короля. 10 грудня розпочався удаваний судовий процес над королем, його визнали винним, а 21 січня 1793 року на площі Згоди (фр. place de la Concorde) його публічно страчено на гільйотині.
Після страти монархії Європи у лютому 1793 року утворили Першу антифранцузьку коаліцію. Розпочався потужний рекрутський набір, що викликав невдоволення населення. У березні 1793 року у департаменті Вандея вибухнув роялістський заколот. Тоді, монтаньяри вирішили зміцнити свою політичну вагу потужною хвилею терору проти сумнівних особистостей. Були утворені Комітет громадського порятунку на чолі з Максиміліаном Робесп'єром, що боровся з контрреволюційною діяльністю та Революційний трибунал, що слугував за чудовий інструмент для судової гілки влади. Проте на шляху монтаньярів залишались жирондисти. Тоді, Дантон закликав революційну маргінальну частину населення Парижа, так званих санкюлотів, усунути жирондистів. 31 травня й 2 червня 1793 року паризькі санкюлоти усунули останніх від влади. Монтаньяри об'єднали свої зусилля із найбільш екстремістськими угрупуваннями парижан і захопили владу в свої руки. У провінціях ішов зворотний процес: так у Марселі й Ліоні прибічники жирондистів усунули від влади монтаньярів.

#### Республіка хилиться до Терору
Вандейським заколотом (бунт проти прихильників революції) починає керувати освічена аристократія, і перетворює його у повстання, що охоплює майже увесь захід Франції. На додачу, ті залишки жирондистів, яким вдалося уникнути репресій та страт, закликали до повстання проти паризької влади.
У Парижі розпочали активну пропаганду та набір рекрутів у армію. Бойовим органом революційної демократії був журнал Жана-Поля Марата «Друг народу», яка була дуже популярною серед читачів. Але, пропаганда дедалі більше користувалась неправдивою інформацією. 13 липня 1793 року Жан-Поль Марата було вбито у власному будинку Шарлоттою Корде.

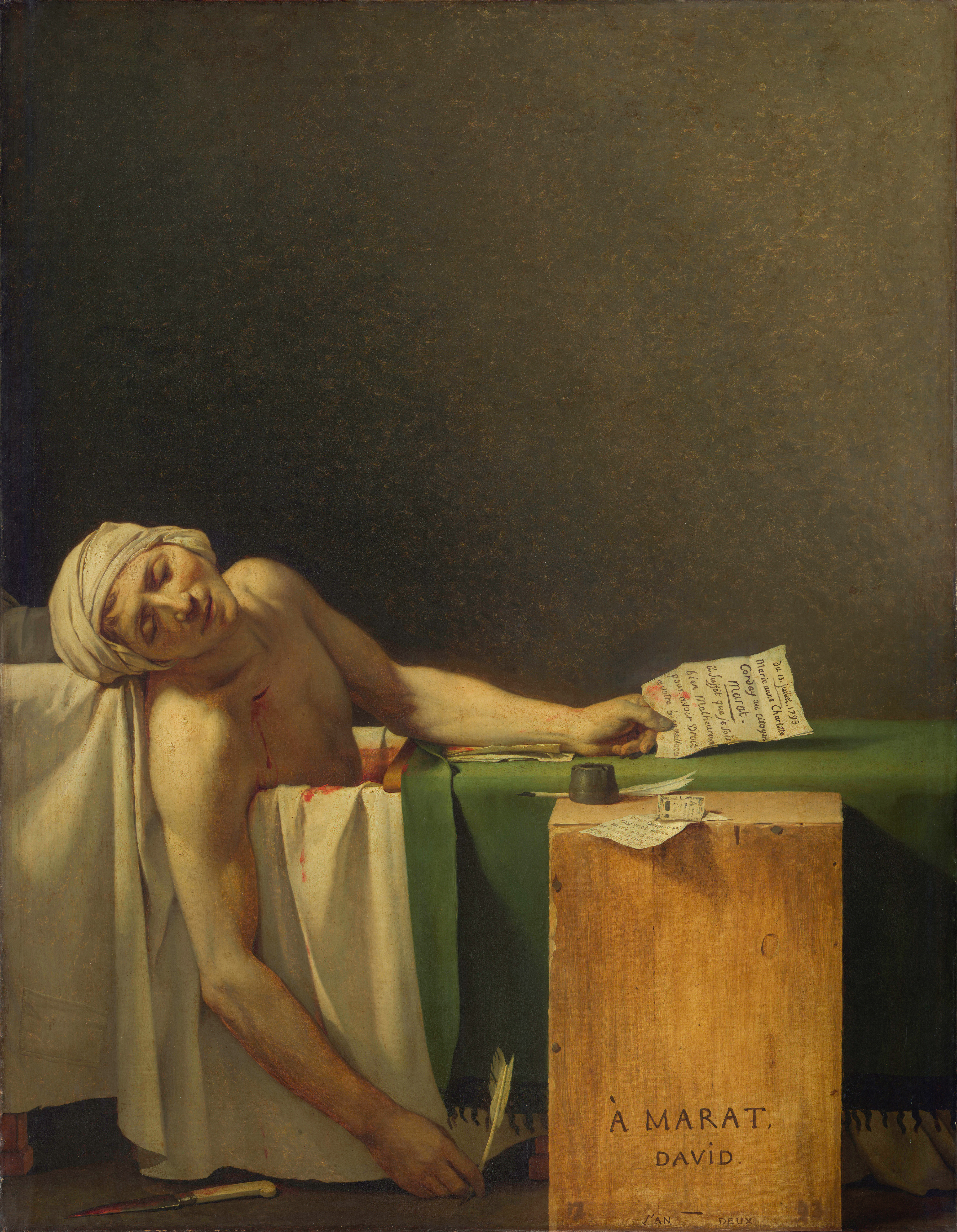
Смерть Марата. Жак Луї Давид

Зовнішні вороги Франції теж продовжували боротьбу із республікою. Іспанці наступали з південного заходу, з-за Піренеїв, армія П'ємонту — з південного сходу, з півночі та сходу — армії англійців, прусаків та австрійців.
Через такі обставини, найактуальнішим гаслом того часу стає «Республіка у небезпеці!» (фр. République est en danger!). Під тиском санкюлотів, радикальні угрупування якобінців вирішили вдатись до найрішучіших дій.
У червні 1793 року Конвент проголосував за нову Конституцію. Ця конституція була дуже демократичною та децентралізованою щодо влади, оскільки передбачала справжнє народовладдя. Проте вона так і не вступила у дію через військові дії. Сен-Жуст обґрунтовував це тим, що в тих умовах, в яких опинилася республіка, конституція не може бути встановлена — вона сама себе знищила б і вона стала б гарантією замахів на свободу, оскільки в ній бракувало волі придушити такі замахи.
Було реформовано Комітет громадського порятунку. Тепер він складався із 12 членів, яких щомісяця обирав Конвент. Він мав право на законодавчу ініціативу, виконавчу владу й призначення посадовців. Навколо нього згуртувалася влада в найкритичніший період. У ньому домінував Робесп'єр. Кожен із членів спеціалізувався в окремій галузі, наприклад, Карро відповідав за військо. Також було обов'язковим рахуватися з санкюлотами, яких очолював Жак Рене Ебер та Жак Ру. Всі дедалі більше схилялися до проведення терору.
У таких небезпечних обставинах Конвент приймав закони за наказами Комітету, що керувався Робесп'єром. Проводився ряд законів на порятунок республіки. Уся економіка країни була спрямована на війну, що зміцнило армію і водночас задовольнялися вимоги народу. У вересні 1793 року Франція вже мала мільйонну армію з добрим постачанням та моральним духом солдат, волюнтаристська політика Комітету, у якомусь сенсі, врятувала Республіку. Армія отримала постачання та боєздатність і перемагала армії Першої коаліції, а економіка отримала незначний поштовх для розвитку. У Вандеї республіканці також отримували перемоги над роялістами, і невдовзі розбила контрреволюціонерів. Озброєні селянські загони продовжували бродити заходом Франції, що отримали назву шуанів. Репресії у Вандеї були жахливими. Від грудня 1793 року до лютого 1794 року уповноважений Жан-Батіст Карр'є звелів стратити у Нанті тисячі людей. Повішення й колективні розстріли мали характер зловісних святкувань.
У всій республіці проводилися заходи по дехристиянізації, спонтанні або започатковані уповноваженими. Статуї, хрести й дзвіниці зносили заради принципу рівності. 5 жовтня 1793 року Асамблея прийняла республіканський календар замість григоріанського. Санкюлоти та еберисти встановили культ жертв революції. 10 листопада у Соборі Паризької Богоматері відзначили «свято розуму». Після церемонії еберисти пішли до зали Конвенту і влаштували там свято. Робесп'єр, який бачив у ньому тільки маскарад, виступив із протестом і вимогою відновлення порядку.
Ситуація загострювалася. 15 жовтня 1793 року розпочався судовий процес над королевою-вдовою Марією Антуанеттою. На судовому процесі полемісти та обвинувачі звинуватили австрійку у інцесті та різних природних збоченнях, в яких вона не брала участі. Коли пан суддя запитав її: «Чому Ваша високість не відповідає на пред'явлені обвинувачення?», королева схвильовано відповіла: «Якщо я не відповідаю, то лише тому, що сама природа відмовляється відповідати на подібні мерзенні звинувачення на адресу матері. Я закликаю всіх, хто може, з'явитися сюди». По залу прокотився гомін і засідання суду було перервано. Зрештою королеву звинуватили в тому, що вона підтримувала зв'язки з державами, ворожими Франції, сприяла перемозі супротивника і зрадила інтереси країни. Наступного дня, 16 жовтня її було страчено на тій же площі, що й короля Людовика XVI. Перед смертю вона промовила: «Ви забрали у мене щастя, ви забрали у мене чоловіка, ви забрали у мене дітей, заберіть же і мою кров, тільки не змушуйте мене більше страждати!».
Тим часом на півдні Франції тривала війна — йшла облога Тулона, головного порту Франції. Під час облоги розпочалася кар'єра Наполеона Бонапарта; тоді він був, лише, лейтенантом артилерії.

#### Диктатура якобінців і Великий Терор
На вимогу Робесп'єра 14 фрімера II року революції за республіканським календарем (за григоріанським 4 грудня 1793 року) був організований тимчасовий уряд із винятковими повноваженнями. Тепер Конвент мав необмежену владу. Відразу у провінціях жорстко закінчували із незадоволеними і протестувальниками. Така політика суперечила Декларації прав людини і громадянина та конституції, тому у рядах самих монтан'ярів спричинився розкол на якобінців (прибічників Робесп'ра), лівих «надмірних» (ебертистів), радикальних «розлючених» (лідери Жак Ру, Леклерк та Варле) та кордельєри, яких очолювали оратор Дантон та журналіст Демулен.
Робесп'єру особисто не подобалася політика дехристіянізації та атеїзм, яку проводили ебертисти. Тому, під його впливом було затверджено закон, що гарантував свободу культів, потім інший, який визнавав безсмертя душі. А 24 березня 1794 року було страчено ебертистів, засуджених Революційним трибуналом.
Тоді, коли в провінції терор припинявся, у столиці він тільки загострився після затвердження закону преріяля, за яким політичні злочини міг судити тільки Революційний трибунал. Визначення ворога революції було поширене на всіх, хто намагався звести нанівець свободу силою чи підступом. Не було більше свідків чи адвокатів. Вироків існувало лише два — свобода або смерть. Закон плеріяля породив Великий терор. Впродовж кількох тижнів в Парижі було гільйотиновано понад 1400 осіб.
Загострився розкол у рядах колишніх монтан'ярів. Революційний трибунал засудив Дантона, Демулена ті їхніх прибічників. 5 квітня 1794 року їх усіх страчено. А проїжджаючи повз будинок, де жив Робесп'єр, Дантон крикнув: «Максиміліан, я чекаю на тебе!». Сам кат Шарль Анрі Сансон свідчив, що Дантон перед смертю сказав: «…не забудь тільки показати мою голову народові; такі голови не кожний день вдається побачити» — це були його останні слова.
Тим часом, на початку літа 1794 року військові зусилля нації давали плоди. Перемога в битві при Флерюсі 26 червня 1794 року дозволила французькій армії захопити Бельгію.

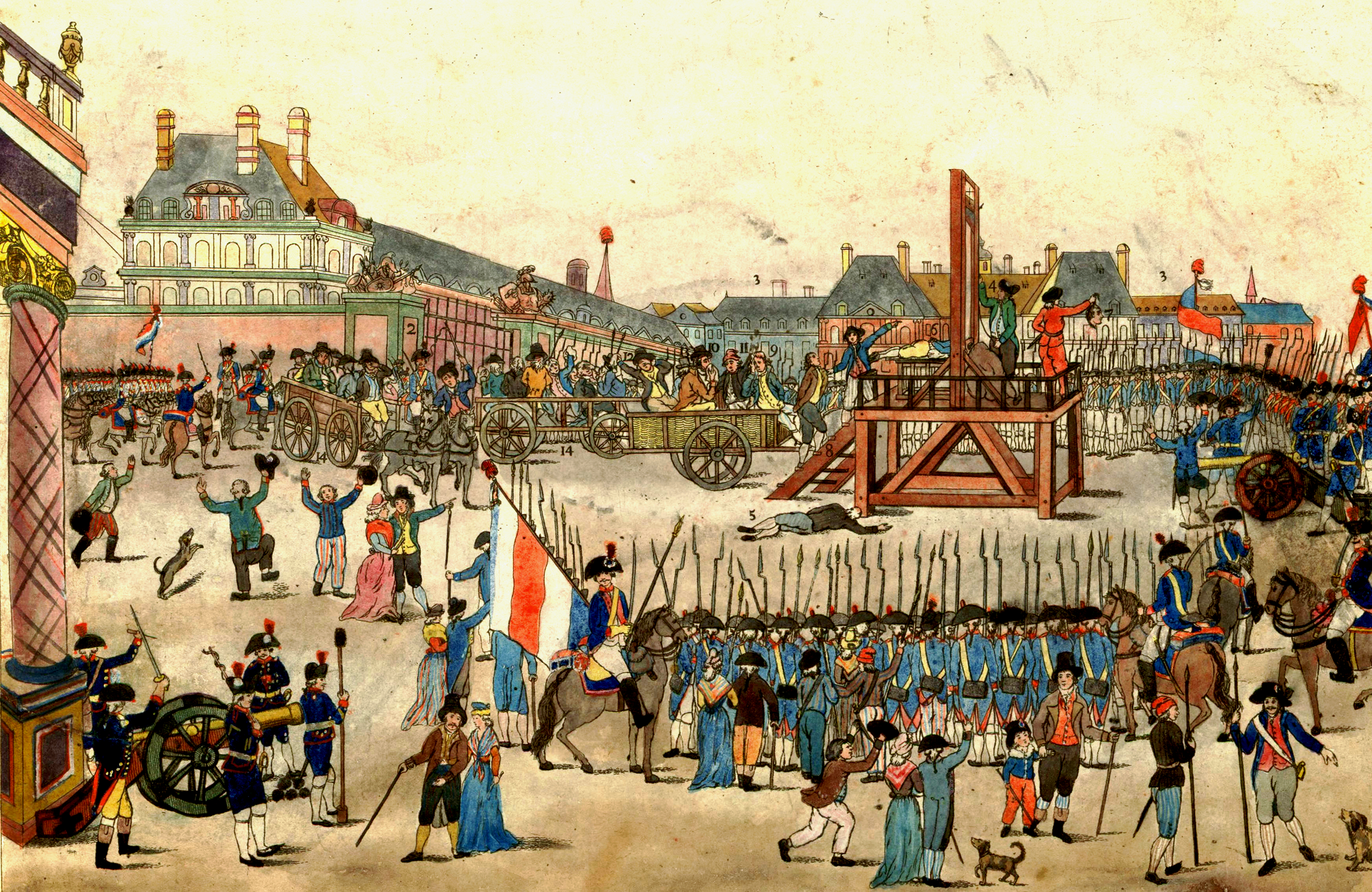
Страта Робесп'єра 10 термідора ІІ року

Республіка все більш хилилася до диктатури, терор посилювався. Воюючи із фракціями й знищуючи найзавзятіших прихильників терору, Робесп'єр нажив собі чимало ворогів. Його політичний вплив зростав. Коли він головував на святі Верховної Істоти 10 червня 1794 року, його противники бурчали, що він прагне особисто захопити всю владу. Коли Робесп'єр вирішив знову з'явитися в Конвенті, то розпочав із загрози нових чисток, натякнувши на деяких депутатів, імен яких на біду собі не назвав.
Серед депутатів готувався заколот. 9-го термідора II року (27 липня 1794) Робесп'єра звинуватили й заарештували. Міська влада Парижа викликала його проти власного бажання й допровадила у ратушу; санкюлоти на допомогу не прийшли. Конвент одразу ж оголосив його поза законом і прислало війська, які взяли будівлю штурмом. Наступного дня, 28 липня 1794 року, Робесп'єра та його головних прибічників гільйотинували. Конвент закликав повернутися депутатів-жирондистів й покласти край терору. Нову конституцію, Конституцію третього року, Конвент затвердив 29 месідора (17 серпня 1795 року). Її ратифікували через плебісцит у вересні. Вона вступила в дію з 4 вандем'єра (26 вересня) того ж року вона стала основою нового режиму — Директорії.

### Директорія
Після повалення диктатури якобінців, у Франції зміцнюється влада поміркованих жирондистів, що спиралися на середню та велику буржуазію. Першим кроком нової влади восени 1794 року було звільнення усіх в'язнів, що опинилися за ґратами у часи Терору. Щоправда, значна кількість в'язнів опинилися у в'язницях зі справедливих причин. Це були зокрема контрреволюціонери, що спричинили у південних департаментах «білий терор» — спалахи гніву роялістів проти республіканців. У листопаді клуб якобінців був закритий за наказом Конвенту, що дало можливість закріпитися новій владі.
Правління Директорії характеризувалось лавіюванням між правими та лівими, що викликало постійні політичні кризи. Поки Директорія проводила свої перші зміни, політики 9 термідора дедалі більше розпадалися на блоки лівих та правих, що у майбутньому буде спричиняти кризи у Франції.
Результати термідоріанського перевороту 1794 року були закріплені конституцією III року, виробленою й прийнятою Конвентом 5 фруктидора III року (22 серпня 1795 року). Сам Конвент розпускався. Натомість, законодавча влада зосереджувалася у двох палатах — Раді п'ятисот та Раді старійшин; виконавча влада передавалася Директорії. Остання складалася з 5 чоловіків (так званих, директорів) і щорічно оновлювалася на одну п'яту свого складу. У Директорію першого складу увійшли Ревельєр-Лепо, Ребель, Летурнер, Баррас та Карно. З усіх членів Директорії Баррас залишався при владі найдовше. За його правління в країні відновився спокій, почалося відродження промисловості та суспільного життя, була прийнята нова конституція.

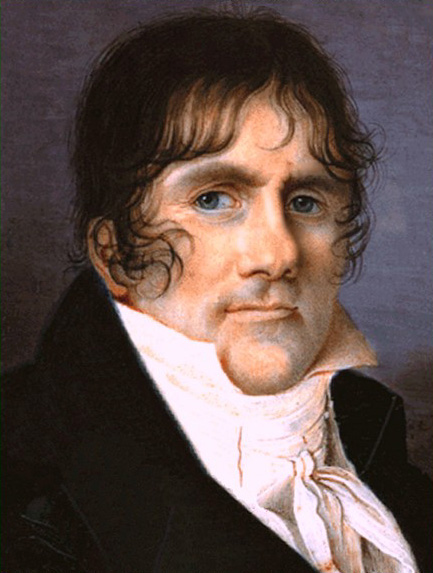
Поль Баррас

За революційним календарем правління Директорії тривала з 4 брюмера IV року до 18 брюмера VIII року. Це була друга спроба встановлення стабільного конституційного режиму. Успіхи у війні дозволили ввести у дію нову конституцію, тому правління Директорії характеризується більш-менш стабільною ситуацією у країні. Щоправда, залишалися проблеми із депутатами, що являли собою законодавчу гілку влади. Термідоріанці наполягли на тому, щоб дві треті обранців були із колишнього Конвенту. Західний регіон Франції, долина Рони й схід Центрального масиву проголосували за депутатів-роялістів. Впродовж усього існування Директорії політична ситуація у цій сфері залишалася нестабільною. Нестабільною ситуацію робили роялісти, яких очолювали емігранти-аристократи та брати вбитого короля. Прибічники повернення короля перемогли у виборах 1797 року. Натомість, помірковано налаштовані, республіканці організували у вересні 1797 року державний переворот, прогнавши двох із п'яти директорів і проголосивши вибори 177-ми депутатів неправомірними. 1798 року вибори здавалося обіцяли перевагу колишнім якобінцям. Тоді, рада наділила себе правом призначати депутатів від половини виборчих дільниць. Термідоріанці утрималися при владі, але повністю дискредитували себе перед електоратом.
Економічна ситуація теж була не найкращою. Система оподаткування не працювала, і асигнації втратили будь-яку вартість і були замінені на інші паперові гроші, з якими невдовзі трапилося те ж, що й з асигнаціями. З 1797 року держава зажадала виплати податків готівкою, але через економічну кризу металічні гроші стали рідкістю. Після кількох років інфляції, пов'язаних з асигнаціями, у Франції розпочався період зниження цін, який особливо боляче вдарив по сільському населенню. Неспроможне впоратися з величезним боргом, який накопичився за роки монархії та революції, ради вирішують оголосити банкрутство на «дві треті». Франція відмовлялася платити дві треті державного боргу, але підтверджувала одну третину.
Зовні Франція, французька армія отримувала перемоги і йшла в наступ. Весною 1796 року Франція розпочала великомасштабний наступ через усю Німеччину, щоб змусити Австрію укласти мир; італійська армія під командуванням молодого генерала Наполеона Бонапарта приносила одну несподівану перемогу за іншою, і змусила Австрію підписати мирний договір у Кампо Форміо 17 квітня 1797 року. Між 1797 та 1799 роками майже вся Італія перетворилася на республіку-сестру Франції, з інституціями за французьким зразком. Перемоги полегшили фінансові проблеми Директорії, але робили її дедалі залежнішою від армії. Бонапарт був дуже популярним і дедалі більше керував внутрішніми справами Франції. Єгипетський похід мав на меті відрізати шлях до Індії Сполученому Королівству, а Директорія охоче підтримала ідею Бонапарта, оскільки остерігалася того, що він захопить владу.
Проте Директорія була невдалою інституцією щоб привести Францію до розквіту. Правління Директорії завершилося державним переворотом 18 брюмера VIII року (9 листопада 1799 року), який очолив молодий успішний генерал Наполеон Бонапарт. Здійснивши переворот він проголосив: «Громадяни, принципи, започатковані революцією, утвердилися. Вона закінчена». Директорію замінив інститут Консульства. Це був авторитарний режим під управлінням трьох консулів, перший серед яких мав усю повноту влади. Франція вступила в новий історичний період, в якому її доля була в руках Імператора (фр. l'Enpereur).

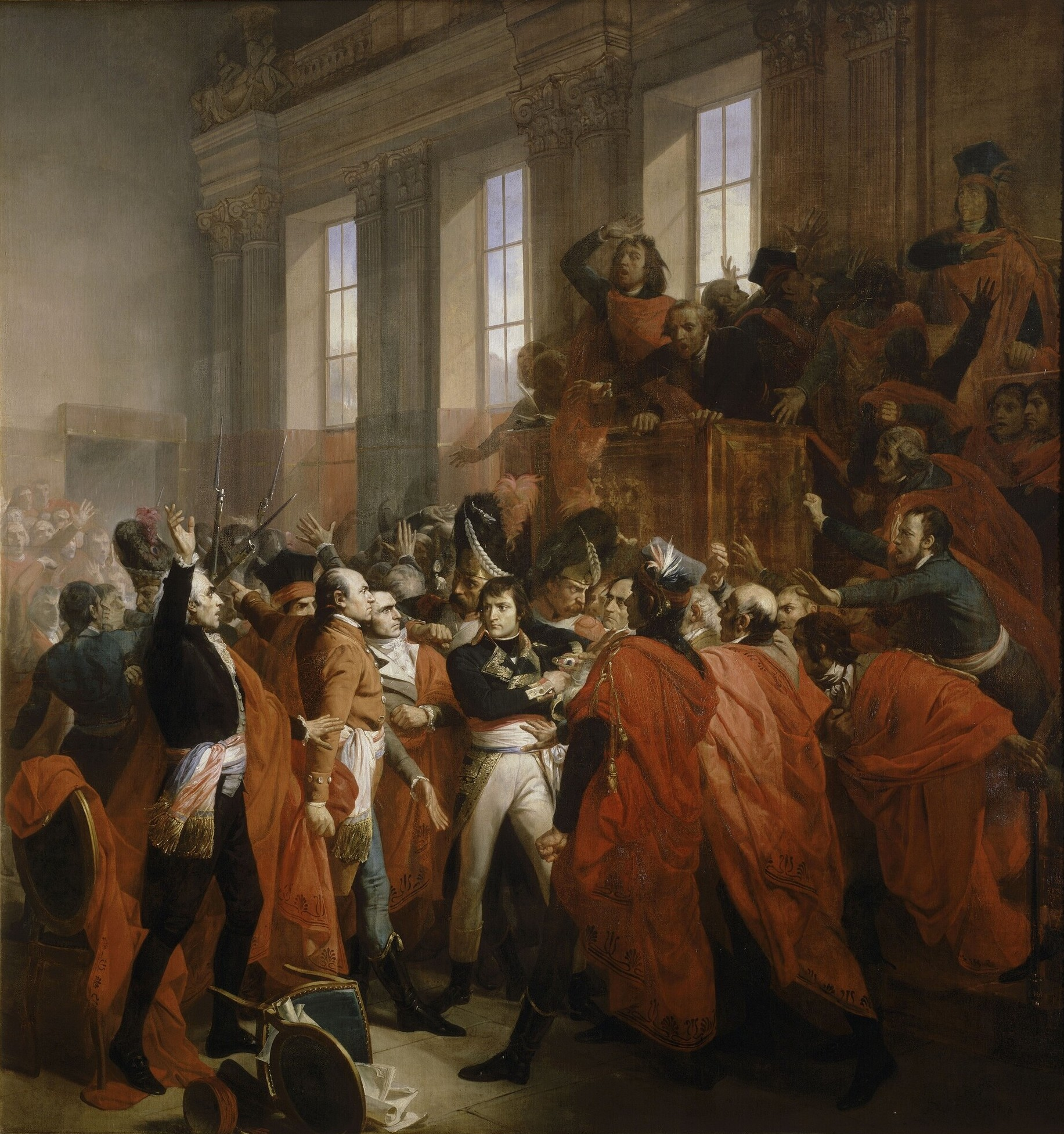
Наполеон Бонапарт стає Консулом у Сен-Клу. Франсуа Бушо

### Консулат
Період правління Консулату (фр. Consulat) — стабільний проміжок часу в історії Першої Французької республіки, під час якого уся повнота влади де-факто належала Наполеону Бонапарту, хоча юридично була обмежена.
Правління Консулату встановилося внаслідок перевороту 18 брюмера VIII року, коли Наполеон Бонапарт створив заколот проти бунтівної Ради п'ятисот, законодавчого органу влади й отримав усю повноту влади. За григоріанським календарем це було 9 листопада 1799 року. У цьому заколоті генералу Бонапарту допомагали міністр закордонних справ Франції Шарль-Моріс де Талейран-Перігор, міністр поліції Жозеф Фуше та старший брат Наполеона — Жозеф Бонапарт. Унаслідок перевороту утворилось Тимчасове консульство, на чолі з трьома консулами — Наполеоном Бонапартом, Жозефом Сієс та Рожером-Дюко, що тривав з 9 листопада по 24 грудня 1799 року. Спочатку ці консули повинні були встановити стабільну владу та створити умови для розвитку політичної та економічної сфер Франції. На першому засіданні тимчасових консулів виникає питання щодо обрання президента консульства серед них, але не прийшовши до однозначного рішення, зупиняються на тому, щоб кожен з них по черзі головував один день. Хоч Бонапарт не отримав бажані повноваження одразу, все ж період характеризується поступовим посиленням його влади.
Владу Консулату закріпила нова Конституція, що була прийнята 13 фрімера VIII року від революції(13 грудня 1799 року). Натомість, державний переворот стає несподіванкою для всієї Франції, тим більше, що необхідність його не була виправдана в очах суспільства. Події 18 та 19 брюмера у Парижі викликали здивування в очах народу. Робочі паризьких передмість віднеслися до перевороту байдуже. Але в той же час виникає протидія в департаментах Франції, і щоб якось її стримати тимчасові консули, розпочинають кадрові чистки в департаментах.
Але народ був задоволений. Так, нарешті припинилась боротьба на заході Франції, а саме у Вандеї, і до Франції дозволили повернутись емігрантам, в тому числі впливовим Лафайєту і Карно. Колишні політичні діячі не зазнавали репресій. Так, наприклад, ранком 9 листопада Талейран відвідав Барраса і переконав його відмовитись від своєї політичної влади.
Влада та популярність першого консула Наполеона Бонапарта росли, а період Тимчасового консульства закінчився. Після прийняття Конституції VIII року, новими консулами були призначені Наполеон Бонапарт, Жан-Жак Камбасерес та Франсуа Лебрен. На першому засіданні колегії трьох консулів, яке відбулося 4 нівоза VIII року (25 грудня 1799 року) було сформовано уряд та призначено сім міністрів: юстиції — Андре-Жозефа Абріаля, закордонних справ — Шарля Моріса Талейрана, внутрішніх справ — Люсьєна Бонапарта, фінансів — Годена, флота і колоній — П'єра Форфе, поліції — Жозефа Фуше. Щоправда, пізніше в уряді були зроблені деякі перестановки у зв'язку з війною з Австрією. Також, у законодавчій гілці влади Першому консулові допомагали слухняний Сенат, що з іншими деякими дрібними інституціями становив Законодавчий корпус Республіки.

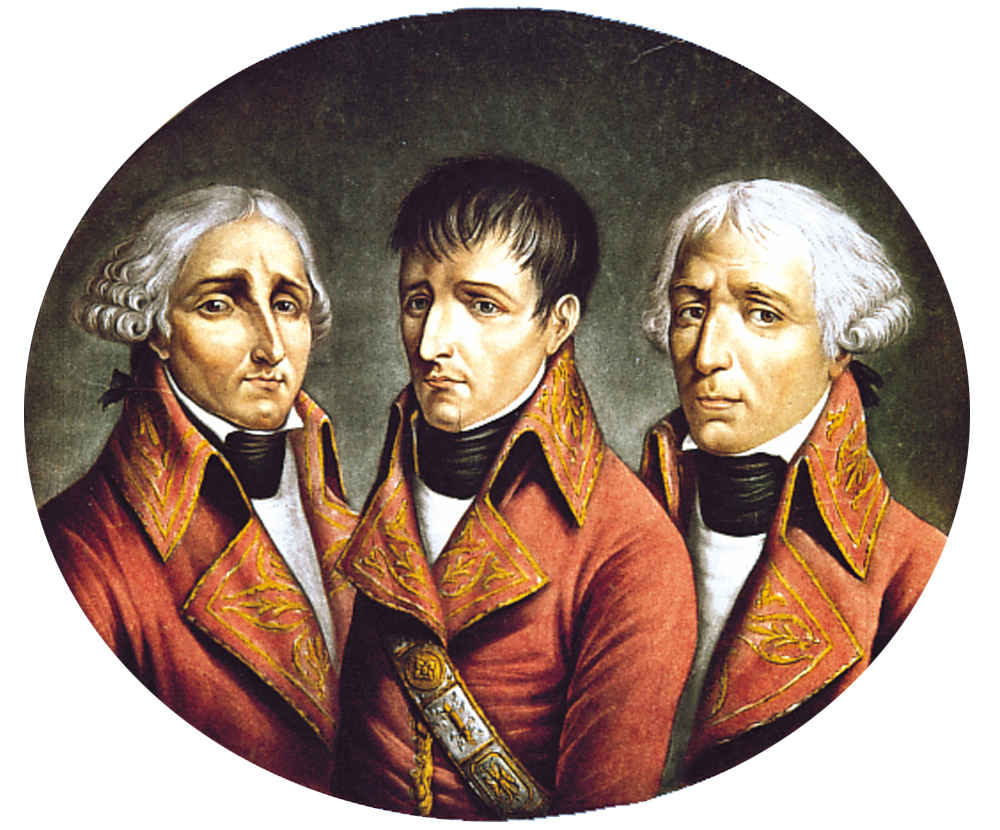
Спільний портрет трьох консулів. Зліва направо: Камбасерес, Бонапарт, Лебрен

Відтепер, тривав період Десятирічного консульства, на чолі із першим консулом Наполеоном Бонапартом. Протягом цього періоду Наполеон Бонапарт, не оголосивши себе главою держави, як перший консул зарекомендував себе як консервативний, авторитарний, самодержавний очільник. Однак, відомий історик Роберт Б. Холтман назвав французький консулат «одним з найважливіших періодів всієї французької історії». Перший консул Бонапарт не рахувався з думкою інших двох консулів і вони були лише слухняними знаряддями у його руках.
Завдання Бонапарта було важким. Треба було створити майже зовсім наново все управління, відновити фінанси, що перебували у вкрай заплутаному положенні, при повній відсутності кредитів і як-небудь покінчити з другою коаліцією. Одним з перших наказів Бонапарта була заборона 27 нівоза VIII року (17 січня 1800 року), «на час війни», 60 політичних періодичних видань в Парижі. (Збережено було всього 13 і то з підпорядкуванням міністру поліції і з загрозою заборони і вилучення в разі появи в них статей, що «не виявляють належної поваги до соціального порядку, до народного суверенітету, до слави армії і до держав, дружніх республіці». Таким чином, придушуючи всі прояви політичної волі, Бонапарт енергійно втілював у життя позитивну частину своєї програми. Вона полягала в створенні твердої, вкрай централізованої влади, в заступництві промисловості, особливо рільництва, у примиренні з новим порядком речей всіх тих елементів старого суспільства, які тільки можуть з ним змиритися (особливо церкву), у поліпшенні фінансів тощо.

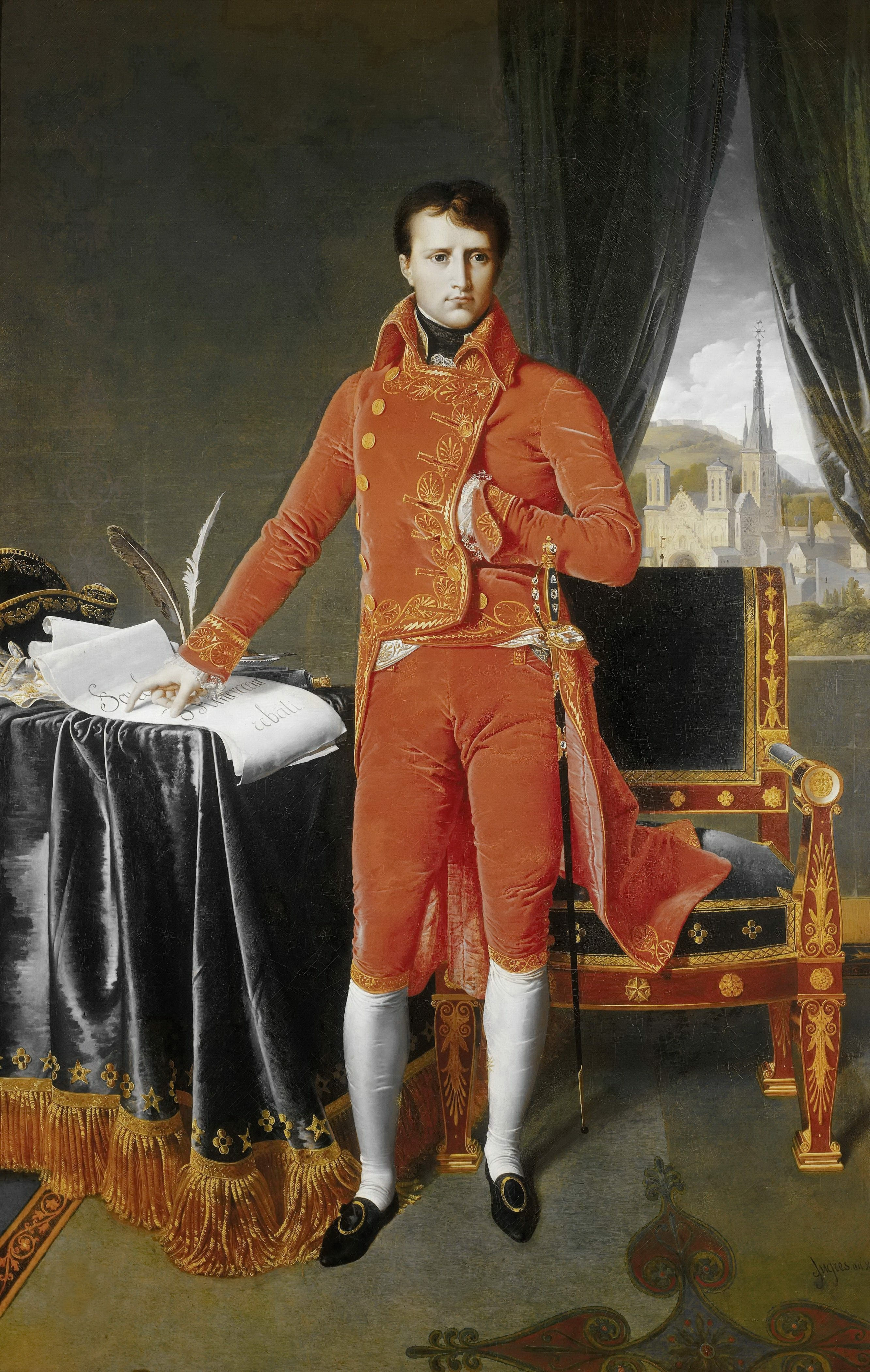
Портрет Наполеона Бонапарта, першого консула. Жан-Огюст-Домінік Енгр

Законом 28 плювіоза VIII року (17 лютого 1800 року) «Про поділ території і адміністрації» збережено і зміцнено поділ Франції на департаменти і введено новий поділ — на округи. На чолі департаменту — префект. При ньому засновані рада префектури і генеральна рада, і ті й інші призначаються урядом з пропонованих виборцями списків департаментських нотаблів (виборці обирали зі свого середовища одну десяту частину осіб, що були комунальними нотаблями). Останні зі свого середовища теж одну десяту — тобто на всю Францію близько 50000 чоловік — департаментських нотаблів. В округах при супрефектах складалися теж призначені урядом окружні ради. У містах міським господарством повинні були завідувати призначені мери. Таким чином все управління зверху до низу було суворо централізованим.
18 березня 1800 року був затверджений закон про судову організацію Франції, пройнятий тими ж прагненнями. 7 лютого 1801 року цей закон, зважаючи на роялістський замах на життя Бонапарта, був доповнений законом про особливі трибунали для всіх випадків. Важливим законодавчим актом був цивільний кодекс 1804 року, згодом перейменований в кодекс Наполеона (фр. Code Napoléon).
Цивільний кодекс допускав розлучення за бажанням подружжя, але при цьому право влади надавалося чоловікові (батькові), підпорядковуючи йому дружину і дітей.
У 1801 році за сприяння уряду було засновано «Товариство заохочення національної промисловості». Значно поліпшено шляхи сполучення як сухопутні так і морські (в тому числі річкові); закон про охорону лісів XI року врятував їх від необачного винищення.
7 нівозу VIII року (25 грудня 1799 року) церковні будівлі були повернені церквам; 15 липня 1801 року укладено з Папою Пієм VII конкордат, в силу якого законом 18 жерміналя Χ року (8 квітня 1802 року) відновлено державну церкву у Франції; єпископи повинні були призначатися першим консулом, але отримувати підтвердження у Папи; останньої важливою в цьому напрямку мірою, прийнятою вже при імперії, було скасування республіканського календаря і відновлення християнського (1 січня 1806 року). Католицька церква настільки примирилася з новим порядком речей у Франції, що папа погодився вінчати Наполеона на царство у 1804 році. Згодом відносини їх знову зіпсувалися і Папа відлучив Наполеона від церкви.
Наполеон Бонапарт переміг Австрію у війні, зокрема у битві при Маренго у 1800 році, в якій особисто узяв участь. 1802 року підписав Ам'єнський мир із Великою Британією. І попри це, ретельно збільшував чисельність французької армії та успішно реформував управління нею та склад.

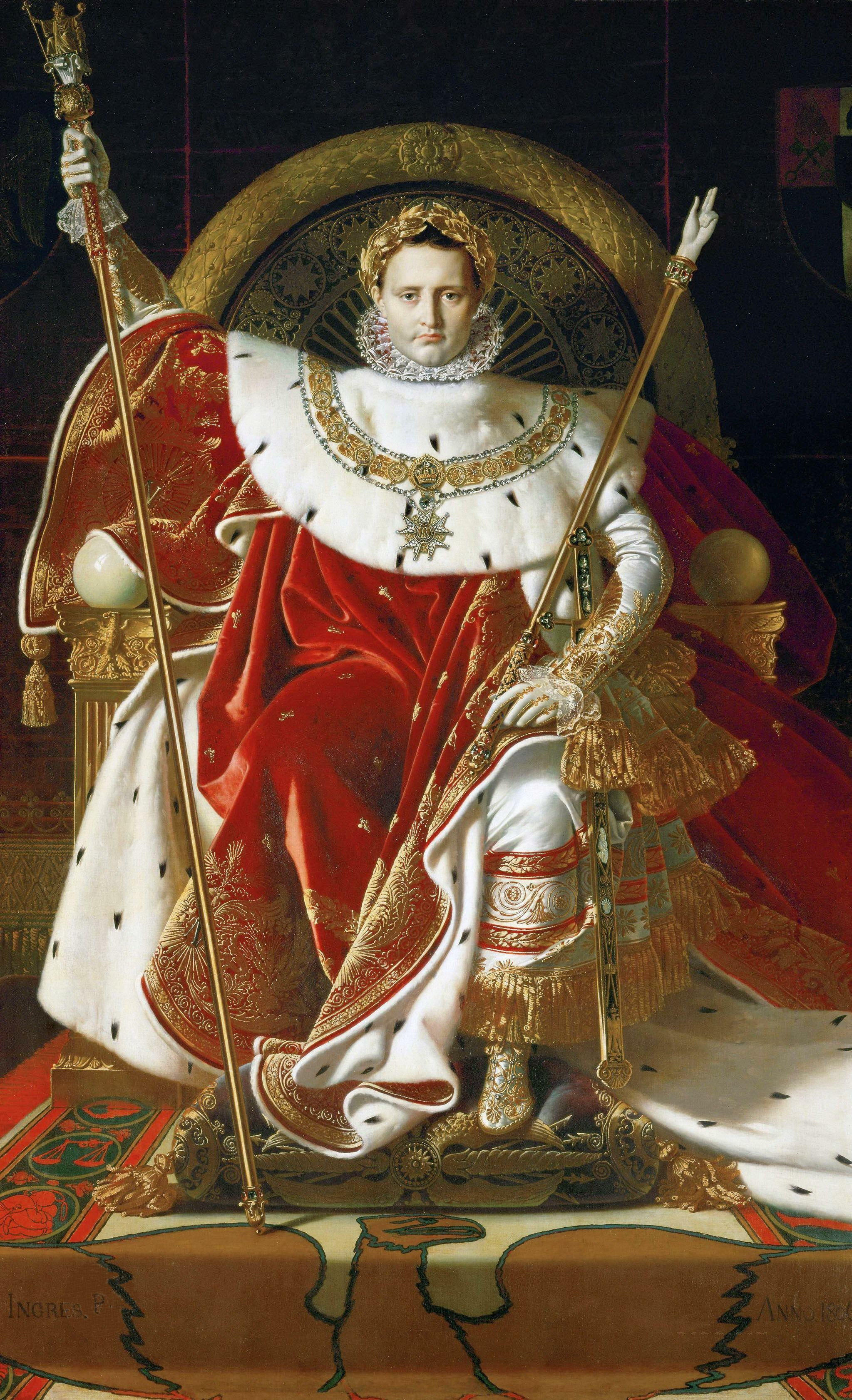
Наполеон — Імператор французів. Жан-Огюст-Домінік Енгр

Більшість цих мір було прийнято уже за періоду Довічного консульства, що було проголошено Конституцією X року (16 термідора X року або 2 серпня 1802 року) та за підсумками плебісциту, проведеним сенатом — за надання довічного консула проголосувала 98 % людей. Уся повнота влади відтоді знаходиться в руках Наполеона. У цей час сильно посилювався культ особистості Наполеона та репресії проти його супротивників, зокрема Жоржа Кадудаля і Жана Віктора Моро. А невдовзі вбивство герцога Енгієнського. Папа Римський згодився коронувати Наполеона, і він керувався великою популярністю серед народу. 1804 року за підсумками чергового плебісциту, 18 травня 1804 року, за черговою Конституцією XII року (28 флореаля XII або 18 травня 1804), проголошено Першу імперію, а Наполеона 2 грудня того ж року, у соборі Паризької Богоматері, короновано Імператором французів. Так закінчилась Перша французька республіка.

## Релігійне питання
Французька революція мала відверто антихристиянський характер. Починаючи з 11 серпня 1789 року було відмінена двадцятина, що відняло у церкви частину прибутків. 2 листопада того ж року на пропозицію єпископа Отена Талейрана церковне майно перейшло в управління держави для погашення громадського боргу, чим заслужив собі популярність серед депутатів. Майно ставало державною власністю, а пізніше продавалося, щоб покрити державний дефіцит.
Націоналізація церковного майна змусила Установчі збори зацікавитися фінансуванням церкви. Цивільна конституція церкви, яку прийняли 12 липня 1790 року, й яка була ратифікована королем 26 грудня 1790 року, перетворила духівництво в державних службовців із встановленою заробітною платою. Церковники відтоді обиралися й повинні були присягати на вірність нації, закону й королю. Але безпрецедентним насильством над засадами християнської віри став порядок призначення представників духівництва, яких мусили обирати всі виборці певної території, незалежно від їхніх релігійних переконань. Тобто виходило так, що, приміром, у деяких містечках Лотарингії священика фактично призначала місцева юдейська громада, яка мала там більшість голосів. За стародавньою галльською традицією, а також почасти, відповідаючи духу Просвітництва, яке ратувало за світське суспільство, депутати не поцікавилися думкою Папи Римського, щодо реформи Католицької церкви. В березні 1791 року Папа засудив усі церковні реформи в Франції. В результаті населення поділилося на дві антагоністичні частини. 65 % церковних чинів або відмовилися від присяги або уникало її, що посіяло зерно драматичних подій 1792—1793 років (див. Вереснева різанина). Більш того, король був щирим католиком і прийняв бік Папи та тих священиків, які уникали присяги. Внаслідок, таких реформувань виникла специфічна релігійна конфесія, яка за визначенням не могла бути католицькою.
Релігійне питання загострило невдоволення тієї частини населення, що розчарувалися в Революції. З 1790 року на півдні почалися сутички між протестантами й католиками. Питання про присягу стало причиною протиборства на заході, там, де міста підтримували тих священиків, що дали присягу, а села — тих, хто відмовлявся це зробити.

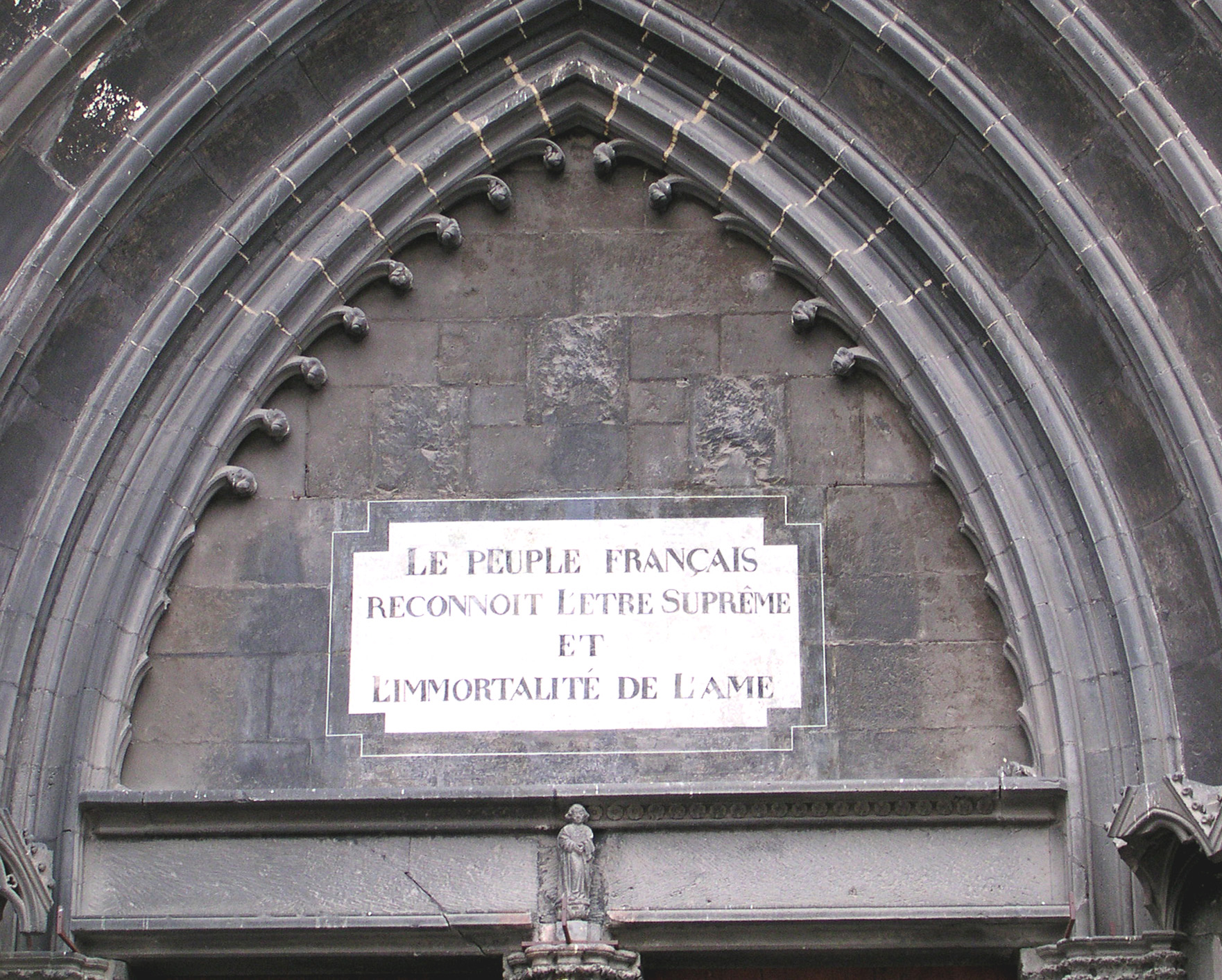
Стела на соборі в Клермоні, що свідчить про культ Вищої істоти

Наступним етапом ескалації антихристиянської політики революціонерів стала спроба введення так званого «культу розуму», що супроводжувалася відвертим цинізмом та безпрецедентно жорстокими репресивними заходами з метою викорінення християнства. Далі — більше. Черговим актом знущання над традиційною духовністю французької нації стала спроба запровадження «культу вищої істоти». Ця специфічна релігійна система взагалі не мала нічого спільного ані з християнством, ані з іншими відомими людству віруваннями. Відповідний декрет було прийнято революційним Конвентом на засіданні 18 флореаля II року (7 травня 1794 року). Сутність культу визначалася трьома першими параграфами цього документу, сформульованими так: «1) Французький народ визнає існування Вищої Істоти і безсмертя душі; 2) Він визнає, що гідним Вищої Істоти культом є виконання обов'язків людини; 3) На перше місце серед цих обов'язків він ставить обов'язок гребувати поганою вірою і тиранією, карати тиранів і зрадників, допомагати нещасним, шанувати слабких, захищати пригноблюваних, робити іншим всяке можливе добро, не бути несправедливими ні до кого». Організація культу передбачалася пунктами декрету, які говорять про встановлення свят для того, щоб «нагадувати людині про божество і гідність її власної подоби». Окрім чотирьох політичних свят, річниць 14 липня 1789 року, 10 серпня 1792 року, 21 січня 1793 року і 31 травня 1793 року, в календарі мало бути ще 36 свят. Серед них на першому місці повинне було стояти «свято Вищої Істоти і Природи». «Природа» потім зникла з назви свята. У цьому ж декреті є пункт, згідно якого 20 преріаля повинно було відбутися перше таке свято, втаємничене тільки Вищій Істоті.
Після повного провалу «культу вищої істоти» республіканська влада обрала шлях поєднання репресій та ігнорування. Політика була спрямована на те, щоб не провокувати французів на прямий опір антихристиянським репресіям, але, водночас, поступово витісняти всі прояви релігійності з національного життя. Саме на цьому етапі та частина священиків, що погодилася на антикатолицький «Акт про цивільний устрій духівництва», зрозуміла, чим закінчується угода з дияволом: золото, яким він платить, перетворюється на багнюку. Вони зрадили свою віру, але держава, яка обіцяла їм за це винагороду, відмовилась від них, а маси простих французів підтримували ту частину священиків, яка пронесла відданість своїй релігії крізь роки переслідувань. Цікавим фактом є те, що доба відносного пом'якшення ставлення до церкви супроводжувалася справжнім вибухом релігійної активності серед французів. Церкву почали відвідувати навіть ті, хто до революції ігнорував релігійне життя.
Цікаво буде дізнатися, що найбільше постраждали (а, кажучи прямо, були знищені) саме рудименти дохристиянських вірувань населення Франції, що сягали своїм корінням кельтської доби. Католицизм із його потужною догматикою та опорою на Біблію, зрештою, зміг відродитися достатньо швидко. Живу ж народну релігійність, що мала подвійний характер та несла в собі риси світогляду давніх індоєвропейців, було втрачено назавжди.

## Територіальний устрій Першої французької республіки
Французька республіка була унітарною державою.
Вперше унітаризм Французької республіки було проголошено Декретом Національного конвенту «Про єдність і неподільність Французької республіки від 25 вересня 1792»:
|  | Національний конвент оголошує, що Французька республіка єдина і неподільна |

Конституція Французької республіки 1793 підтверджувала унітаризм:
|  | Французька республіка єдина і неподільна |

Це ж підтверджувала і Конституція Французької республіки 1795:
|  | Французька Республіка єдина і нероздільна |

Те ж підтверджувалося Конституція Французької республіки 1799:
|  | Республіка єдина і неподільна |

## Органи державної владипершої Французької республіки

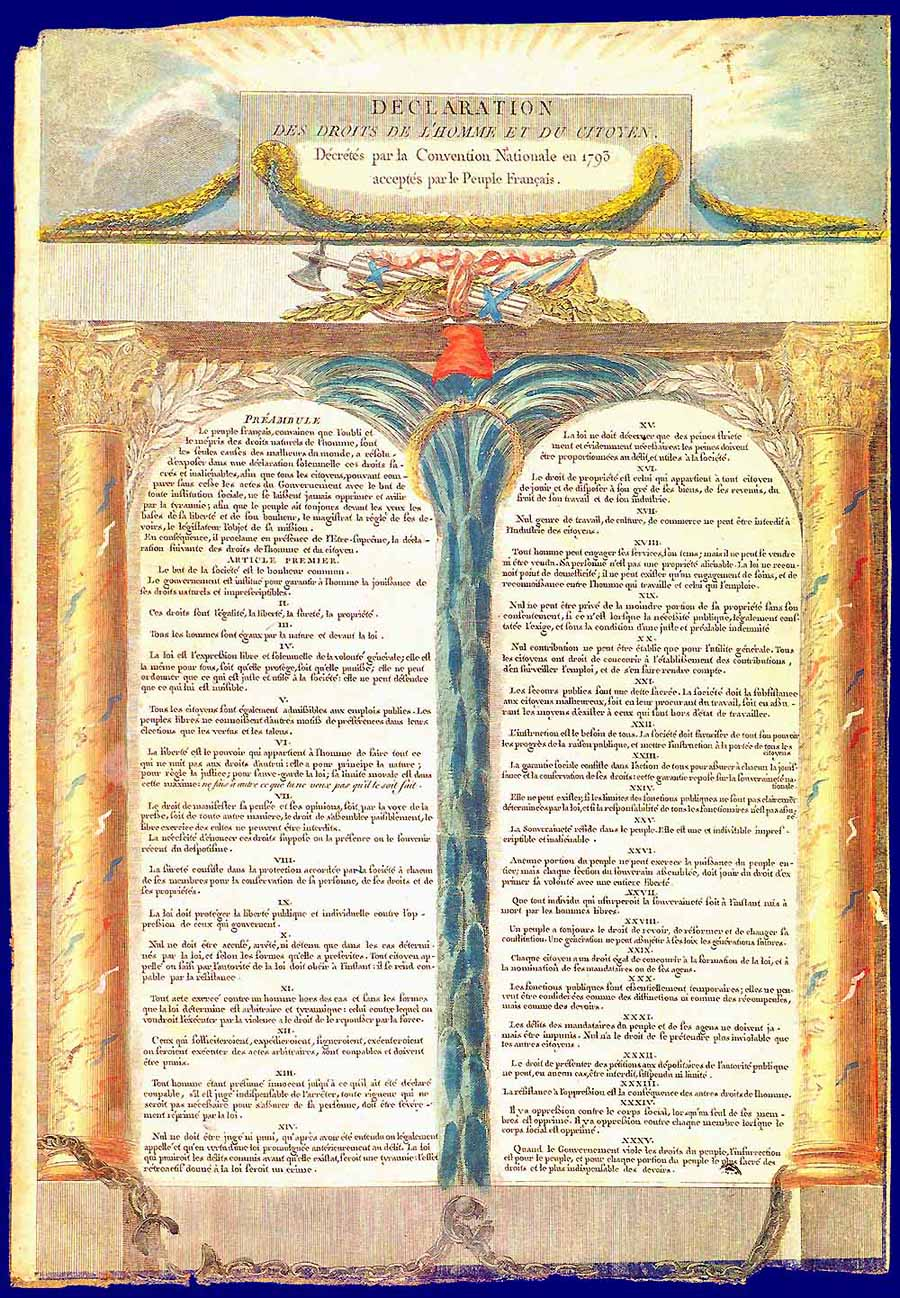
Перша конституція Французької Республіки прийнята Національним конвентом у 1793 році.

Перша конституція Французької республіки була прийнята Національним конвентом у 1793 році. Сувереном за цією конституцією був народ (фр. peuple), який є сукупністю французьких громадян (фр. universalité des citoyens français) безпосередньо — збираючись по первинних зборах Французької республіки (фр. assemblées primaires) по кантонах, і через виборчі зібрання (фр. assemblées électorales) за округами і департаментами, законодавчим органом був Законодавчий корпус Французької республіки (фр. corps législatif), виконавчим органом — Виконавча рада Французької республіки (conseil exécutif), адміністративним органом — Головне управління Французької республіки. Територія Французької республіки з цієї конституції поділялася на департаменти, округи і комуни. Адміністративними органами департаментів були — генеральна рада (фр. conseil général), округів — супрефектури, комуни — муніципальна рада (conseil municipale).
Друга конституція Французької республіки була прийнята Національним конвентом у 1795 році. Сувереном за цією конституцією була сукупність французьких громадян (фр. universalité des citoyens français), які безпосередньо обираючи первинні збори (фр. assemblées primaires) у кантонах, і виборчі зібрання (фр. assemblées électorales) по департаментах, законодавчим органом був Законодавчий корпус Французької республіки (фр. corps législatif), виконавчим органом Виконавча директорія Французької республіки (фр. directoire exécutif). Територія Французької республіки з цієї конституції поділялася на департаменти, кантони і комуни. Адміністративними органами департаментів були — генеральна рада (фр. conseil général), комун — муніципальна рада (фр. conseil municipale).